# أعمال الشغب في أيرلندا الشمالية عام 1997
منذ السادس وحتى الحادي عشر من يوليو عام 1997، حدثت احتجاجات ضخمة وأعمال شغب عنيفة واشتباكات مسلحة في المناطق القومية الأيرلندية الانفصالية من أيرلندا الشمالية. هاجم القوميون الأيرلنديون المعروفون باسم الجمهوريين الشرطة (قوى شرطة أولستر الملكية) والجيش البريطاني بدعم من القوى الإقليمية للجيش الجمهوري الأيرلندي في بعض الأحيان. بدأت الاحتجاجات بقرار السماح للجماعة البرتقالية (وهي منظمة بروتستانتية اتحادية) بالسير في حي بورتاداون ذي الطبيعية الكاثوليكية القومية. أثار هذا القرار وتعامل الشرطة العنيف مع المحتجين على المسيرة غضب القوميين الأيرلنديين. سبق هذا القرار خلاف شديد حول المسيرة استمر عدة سنوات.
مثلت هذه الفترة آخر مراحل أعمال العنف واسعة النطاق في أيرلندا الشمالية قبل توقيع اتفاق الجمعة العظيمة في أبريل من عام 1998. هوجمت القوى الأمنية مئات المرات من قبل المحتجين الذين رموا عناصر الأمن بالحجارة والزجاجات الحارقة، كما استخدم أفراد الجيش الجمهوري الأيرلندي الأسلحة الآلية والقنابل اليدوية. أطلق عناصر الأمن أكثر من 2,500 رصاصة مطاطية على مثيري الشغب وتبادلوا إطلاق النار مع عناصر الجيش الجمهوري الأيرلندي. أُصيب أكثر من 100 مدني و65 عنصرًا من القوى الأمنية. تعالت الأصوات المنددة بوحشية الشرطة كما دخل طفل يبلغ 13 عامًا في غيبوبة بعد إصابته برصاصة مطاطية في الرأس. استولى المحتجون عنوة على مئات السيارات وأحرقوها واستخدموها في قطع الطرق. اضطرت قوى شرطة أولستر الملكية والجيش البريطاني إلى الانسحاب كليًا من بعض المناطق القومية في بلفاست. مثلت مشاركة القوى الإقليمية للجيش الجمهوري الأيرلندي في هذه الاشتباكات آخر نشاطاته الكبرى في حملته التي استمرت 27 عامًا. أعلنت الميليشيات عن آخر قرارات وقف إطلاق النار الخاصة بها بتاريخ التاسع عشر من يوليو.

## خلفية
الجماعة البرتقالية هي منظمة أخوية اتحادية بروتستانتية. تصر هذه الجماعة على السماح لها بالسير في طريقها التقليدي من كنيسة درامكري وإليها في يوليو من كل عام. استمرت بالمسير في هذا الطريق منذ عام 1807، عندما كانت معظم هذه المساحات أراضٍ زراعية. لكن وفي الوقت الحالي أصبح هذا الطريق يمر وسط الجزء الكاثوليكي القومي الأيرلندي من بورتاداون. سعى السكان إلى تحويل طريق المسيرة بعيدًا عن منطقتهم، ناظرين إليها على أنها «انتصارية» و«تفوقية». شبهوا هذه المسيرة بمسير لجماعة كو كلوكس كلان عبر حي للأمريكيين الأفارقة.
حُظرت هذه المسيرة السنوية في البداية عام 1832، على الرغم من أن أفراد المنظمة تجاهلوا هذا القانون. كتب الحاكم المحلي وليام هانكوك عام 1835: «لفترة ليست بقليلة، تعرض السكان المسالمون لأبرشية درامكري للإهانة والاستفزاز من قبل حشود كبيرة من البرتقاليين الجائلين في الشوارع العامة، وهم يعزفون ألحان الاحتفال ويطلقون النار ويتصفون بأقبح صفات الازدراء التي يمكن اختلاقها.. تقدمت مجموعة من البرتقاليين عبر البلدة وتوجهت إلى كنيسة درامكري، مرورًا بالكنيسة الكاثوليكية على الرغم من وجود مسافة كبيرة بين الكنيسة وطريق المسيرة». أدت بداية المشاكل في أيرلندا عام 1969 إلى تصعيد إضافي في هذا الخلاف. في عام 1987، مُنع البرتقاليون من المسير عبر شارع أوبنز، وذلك بعد أن تسبب مسيرهم بأعمال شغب واسعة طوال عامين على التوالي. لكن القانون استمر بالسماح لهم بالمسير في الشارع الرئيسي الآخر ضمن المنطقة الكاثوليكية وهو شارع غارفاغي.
في عام 1995، شكل السكان تحالف سكان شارع غارفاغي (جي آر آر سي) لمحاولة تحويل طريق المسيرة بعيدًا عن شارع غارفاغي. احتدم الخلاف في يوليو من ذلك العام عندما قطع السكان شارع غارفاغي لمدة يومين. اشتبك البرتقاليون ومناصروهم مع شرطة أولستر الملكية حتى اقتنع السكان بفتح الطريق والسماح للمسيرة بالعبور.
في يوليو من عام 1996، مُنعت المسيرة من العبور في شارع غارفاغي. اجتمع الآلاف من البرتقاليين ومناصريهم في درامكري وحدثت مواجهة باردة لمدة ثلاثة أيام مع الشرطة. نظم البرتقاليون احتجاجات واسعة وهاجموا الشرطة والكاثوليك على امتداد أيرلندا الشمالية. أطلق أفراد القوة التطوعية الموالية (إل في إف) النار على سائق تكسي كاثوليكي ما أدى إلى مقتله، وهددوا بتنفيذ هجمات إضافية. نتيجة ذلك رُفع الحظر المفروض. استخدمت الشرطة العنف في إبعاد المتظاهرين القوميين عن شارع غارفاغي وأجبرت السكان على السماح للمسيرة بالعبور. أدى هذا إلى بدء احتجاجات استمرت عدة أيام في المناطق الكاثوليكية القومية ضمن أيرلندا الشمالية؛ دهست مركبة مدرعة تابعة للجيش البريطاني أحد المتظاهرين حتى الموت في ديري.

### موكب درامركي في يوليو 1997
في الثامن عشر من يونيو عام 1997، حذر أليستير غراهام بعد قتل ضابطين في الشرطة الملكية في بلدة لورغام المجاورة من محاولة الجيش الجمهوري الأيرلندي تصعيد التوتر قبل المسيرة ليجعل التسوية أمرًا مستحيلًا.
في يونيو عام 1997، كان كانت وزيرة الخارجية في حكومة أيرلندا الشمالية مارجري مولام قد قررت سرًا السماح للمسيرة بالعبور. لكن وفي الأيام القليلة السابقة للمسيرة، أكدت الوزيرة عدم الوصول إلى أي قرار نهائي. التقت الوزيرة بالتاوسيتش بيرتي أهرن الذي أكد أن أي قرار أحادي الجانب بالسماح للمسيرة بالعبور سوف يكون ’خطأ’ على حد تعبيره. قال كل من شرطة أولستر الملكية ومكتب شمال أيرلندا إن القرار النهائي سيصدر قبل المسيرة بيومين أو ثلاثة أيام.
مع اقتراب يوم المسيرة، نُقل الآلاف من قوات الشرطة البريطانية إلى أيرلندا الشمالية، في حين فر الآلاف من المنطقة خشية اندلاع أحداث العنف مرة جديدة. نصب سكان شارع غارفاغي مخيم سلام على الطريق. هددت القوة التطوعية الموالية بقتل المزيد من المدنيين الكاثوليك إذا لم يُسمح للمسيرة بالعبور، كما هدد حزب أولستر الوحدوي أيضًا بالانسحاب من مفاوضات عملية السلام في أيرلندا الشمالية. في الرابع من يوليو، أجبر تهديد بوجود قنبلة زرعها الموالون في شارع غارفاغي ستين عائلة على الخروج من منازلها.
عند الساعة الثالثة والنصف من صباح يوم الأحد الموافق للسادس من يوليو، اجتاح 1,500 شخص من الجنود وعناصر شرطة مكافحة الشغب المنطقة القومية ضمن مئة مركبة مدرعة. سيطروا على شارع غارفاغي للسماح بعبور المسيرة. أدى هذا إلى اشتباكات مع أكثر من 300 محتج، والذين بدأوا احتجاجهم بالجلوس على الطريق. استخدمت شرطة الشغب القوة في إبعادهم عن الطريق. تعرضت محامية تحالف سكان شارع غارافاغي للتعنيف اللفظي والجسدي من قبل الضباط.
ادعى بعض الضباط أن المتظاهرين أثاروا غضبهم إذ سخروا من مقتل زميليهم في لورغان ورددوا هتافات موالية للجيش الجمهوري الأيرلندي. منذ هذه اللحظة فصاعدًا، أُغلق الشارع بأرتال من العربات المدرعة وحوصر السكان ضمن مبانيهم السكنية. بسبب عدم قدرة السكان على الوصول إلى الكنيسة الكاثوليكية، عقد الكهنة المحليون قداسًا في الهواء الطلق أمام رتل من الجنود وناقلات الجنود المدرعة. قال قائد الشرطة روني فلانغن إن السماح للمسيرة بالعبور كان بهدف تجنب عنف الموالين. سار الموكب على طريق غارفاغي في ظهيرة ذلك اليوم. بعد عبور الموكب، بدأت القوى الأمنية بالانسحاب من المنطقة وبدأت أعمال الشغب واسعة النطاق. تعرض عناصر الأمن للهجوم من قبل مئات القوميين الذين هاجموهم بالحجارة والطوب والزجاجات الحارقة. أطلق الجنود 40 رصاصة مطاطية على المحتجين، ما أدى إلى نقل 18 منهم إلى المشافي.